# Sworawa (osada leśna)
Sworawa – osada leśna w Polsce położona w województwie łódzkim, w powiecie poddębickim, w gminie Poddębice.
W latach 1975–1998 leśniczówka położona była w województwie sieradzkim.